# Liste der Monuments historiques in Remaucourt (Ardennes)
Die Liste der Monuments historiques in Remaucourt führt die Monuments historiques in der französischen Gemeinde Remaucourt auf.

## Liste der Objekte
| Bezeichnung        | Beschreibung                                                                                         | Standort                                                      | Kennzeichnung | Schutzstatus | Datum | Bild |
| ------------------ | --- | ------------------------------------------------------------- | ------------- | ------------ | ----- | ---- |
| Zwei Reliefs       | von einem Retabel; Holz, farbig gefasst, 18. Jahrhundert; aus der Abtei Chaumont in Chaumont-Porcien | in der Kirche Bienheureuse-Vierge-Marie-de-la-Nativité (Lage) | PM08001299    | Inscrit      | 2012  |      |
| Taufbecken         | Kalkstein, 12. Jahrhundert                                                                           | in der Kirche Bienheureuse-Vierge-Marie-de-la-Nativité (Lage) | PM08001300    | Inscrit      | 2012  |      |
| Linker Seitenaltar | Marmor, Holz, 18. Jahrhundert; aus der Abtei Chaumont in Chaumont-Porcien                            | in der Kirche Bienheureuse-Vierge-Marie-de-la-Nativité (Lage) | PM08001298    | Inscrit      | 2012  |      |